# Ayesha Siddiqa
Ayesha Siddiqa (urdu: عائِشہ صِدّیقہ; Lahore, 7 de abril de 1966) es una politóloga pakistaní y escritora que trabaja como investigadora asociada en el Instituto SOAS de Asia Meridional.
Entre 2004 y 2005 fue la primera Pakistan Fellow del Centro International Woodrow Wilson para Académicos.

## Biografía
Nacida en Lahore, Siddiqa estudió en el Kinnaird College e ingresó en la Administración Pública de Pakistán. Como funcionaria, Siddiqa fue directora de investigación naval de la Marina de Pakistán, lo que la convirtió en la primera civil y la primera mujer que ocupó ese puesto en el estamento de defensa paquistaní. También trabajó en contabilidad militar y como subdirectora de Auditoría de los Servicios de Defensa. Siddiqa se trasladó a Londres, donde se doctoró en estudios bélicos por el King's College de Londres.
Tras dejar la función pública, trabajó como investigadora principal en los Laboratorios Nacionales Sandia y pasó a impartir clases en la Universidad de Pensilvania, la Universidad Johns Hopkins y la Universidad Quaid-e-Azam. También fue becaria Charles Wallace en el St Antony's College de Oxford en 2015.
Ha escrito extensamente sobre el ejército pakistaní, y sus investigaciones han abarcado temas que van desde el desarrollo encubierto de tecnología militar por parte del ejército pakistaní, la teoría de los juegos defensivos, la disuasión nuclear, la adquisición y producción de armas, hasta las relaciones entre civiles y militares en Pakistán.

## Obra
Tras dejar la burocracia, fue autora de Pakistan's Arms Procurement and Military Buildup, 1979-99: In Search of a Policy, 2001, y más tarde, en 2007, publicó su libro, aclamado por la crítica: Military Inc: Inside Pakistan's Military Economy. También ha escrito regularmente columnas críticas para periódicos en inglés, como Dawn, Daily Times, The Friday Times y Express Tribune.